# Ким Мин Чхоль
Ким Мин Чхоль (кор. 김민철; род. 4 апреля 1983) — южнокорейский борец греко-римского стиля, чемпион и призёр чемпионатов Азии, победитель летних Азиатских игр, призёр чемпионата мира, участник летних Олимпийских игр 2008 года.
На Олимпиаде 2008 года в квалификационной схватке Ким проиграл по очкам иранскому борцу Али Мохаммади и выбыл из дальнейшей борьбы, заняв итоговое 15-е место.